# Мирандола Баса (Верона)
Мирандола Баса је насеље у Италији у округу Верона, региону Венето.
Према процени из 2011. у насељу је живело 29 становника. Насеље се налази на надморској висини од 76 м.